# Церква Святого Михайла (Лавочне)
Церква Святого Михайла в с. Лавочне (нова назва — церква Різдва Пресвятої Богородиці) — греко-католицька церква у селі Лавочне Стрийського району Львівської області України. Стара будівля церкви була зведена у 1908 році, разом із дзвіницею мала статус пам'ятки архітектури національного значення (охоронний № 1415), згоріла 2012 року.

## Історія

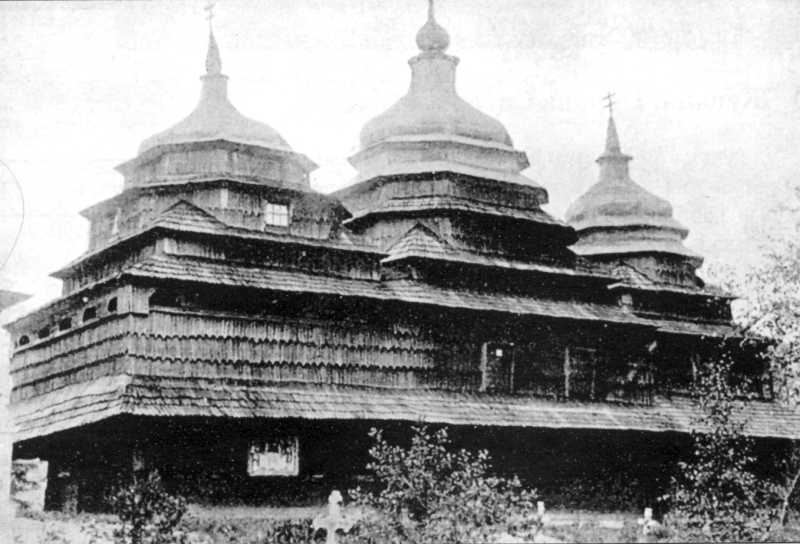
Стара церква святого Михайла

Перша дерев'яна церква святого Михайла в Лавочному була зведена у 1814 році (за іншими джерелами — у 1827 році), відремонтована майстром Михайлом Биленем у 1841 році. Дерев'яний тризрубний храм належав до бойківського типу церков. Усі три зруби були квадратні у плані, лише нава була трохи ширшою. Вівтар і бабинець завершувалися комбінованими верхами з одного четверика та двох восьмериків, центральна нава — верхом з одного четверика та трьох восьмериків. У горішній частині бабинця була емпора, оточена на другому ярусі відкритою арковою галереєю. Будівлю церкви оточувало широке піддашшя, що спиралося на профільовані випусти вінців зрубів.
У 1908 році (за іншими джерелами — у 1907 році) біля старої церкви звели нову дерев'яну, яку також висвятили на честь Святого Михайла. Даний факт у майбутньому призвів до деякої плутанини в довідковій літературі. Первісна церква святого Михайла, зведена у 1814 році, значно постраждала під час Першої світової війни, її розібрали та взимку 1921 року разом із майном продали за 20 000 марок у село Грабовець.
Нову церкву святого Михайла збудували коштом місцевої громади та співвласника села В. Шмідта, автором проєкту, ймовірно, був архітектор Василь Нагірний. Патронами церкви були барони Гредлі з міста Сколе. Церква святого Михайла в Лавочному входила до Тухлянського деканату Львівської архієпархії, їх також підпорядковувалася парафія села Тарнавка. Станом на 1932 рік парафія церкви нараховувала 992 особи.
За радянських часів церква в Лавочному діяла, але підпорядковувалася Російській православній церкві.
У грудні 1991 року місцева греко-католицька громада зареєструвала парафію та відновила богослужіння в церкві, яку, ймовірно, саме тоді переосвятили на честь Різдва Пресвятої Богородиці. Церква у Лавочному входила до Славського деканату Самбірсько-Дрогобицької єпархії УГКЦ.
10 липня 2012 року церква Різдва Пресвятої Богородиці у Лавочному згоріла від удару блискавки. Ще до прибуття пожежників церква згоріла вщент, співробітники МНС змогли врятувати лише дзвіницю, цегляну каплицю та господарську будівлю. Протипожежної сигналізації церква не мала.
24 вересня 2017 року єпископ Самбірсько-Дрогобицький Ярослав освятив новозбудовану церкву Різдва Богородиці в Лавочному. Вартість будівництва становила 2 млн грн.

## Опис
Церква у Лавочному розташовувалася на схилі гори Явірник (1120,6 м), біля цвинтаря, неподалік від залізничної станції Лавочне. Будівля церкві була дерев'яною на кам'яному фундаменті, триверхою, хрестоподібною у плані, орієнтованою по вісі схід—захід. Головний та бічні вівтарі гранчастої форми, вкриті багатосхилими дахами, до головного вівтаря з півночі та сходу прибудовані дві захристії. Усі три зруби завершувалися низькими банями на високих восьмериках, бані увінчувалися світловими ліхтарями із маківками. Бічні вівтарі завершувалися аналогічними ліхтарями менших розмірів. У 2011 році церкву вкрили металізованою бляхою, а старі ковані хрести замінили на сучасні.
Будівлю церкви оточувало піддашшя, яке спиралося на випуски вінців. Стіни над піддашшям були вертикально шальовані дошками, на ділянках стіни під піддашшям можна було побачити численні різьблені написи, зокрема, словацькою та угорською мовами, зроблені, ймовірно, у 1943—1944 роках або в роки Першої світової війни. Стіни бабинця були оббиті бляхою. Внутрішній простір над навою, бабинцем і вівтарем розкривався в інтер'єр, бічні вівтарі перекривалися пласкими стелями з падугами. П-подібні хори були облаштовані у бабинці. Церква не мала присінку, входи були облаштовані з південного та північного боків.
Особливістю церкви був яскравий жовтий колір стін. На думку дослідника дерев'яних церков Віктора Громика такий вибір кольору пояснюється малою кількістю сонячних днів у горах.
На захід від церкви стояла дерев'яна триярусна дзвіниця, яка також мала статус пам'ятки архітектури національного значення. Нижній ярус дзвіниці був зрубного типу, верхні — каркасного, із відкритими галереями. Завершував дзвіницю восьмигранний шатровий дах, будівлю дзвіниці оточувало піддашшя на випусках вінців.